# Three on a Match
Three on a Match – amerykański dramat z 1932 roku w reżyserii Mervyna LeRoya. Jeden z filmów podejmujących tematy zakazane później przez Kodeks Haysa. Został zrealizowany w erze Pre-Code.

## Treść
Wprawdzie  Vivian Revere jest najbardziej spełnioną spośród paczki trzech koleżanek to jednak decyduje się porzucić swoje życie i wpada w wir nałogów.

## Obsada
- Virginia Davis – Mary Keaton jako dziecko
- Joan Blondell – Mary Keaton / Mary Bernard
- Anne Shirley – Vivian Revere jako dziecko
- Ann Dvorak – Vivian Revere Kirkwood
- Betty Carse – Ruth Wescott jako dziecko
- Bette Davis – Ruth Wescott
- Humphrey Bogart – Harve
- Warren William – Robert Kirkwood